# ルクソール (ホテル)
ルクソール・ホテル（英: Luxor Hotel）は、アメリカ合衆国ネバダ州ラスベガスにある統合型リゾート（IR）である。古代エジプトがモチーフ。ホテルはピラミッド型の建造物でエレベーターも斜めに上がっていくなどテーマホテルの代表的存在になっている。名前は王家の谷やカルナック神殿等の様々な遺跡で有名なエジプトのルクソールから。ホテル名は日本では「ルクソール」と呼ばれることが多く、この項もルクソールとして記すが、現地の発音は「ラクソー」に近い。
2007年7月、オーナーであるMGMミラージュは、ルクソールが持つ古代エジプトのテーマ性の多くを外し、より現代的で成人向けのものとする刷新計画を発表している。

## 概要

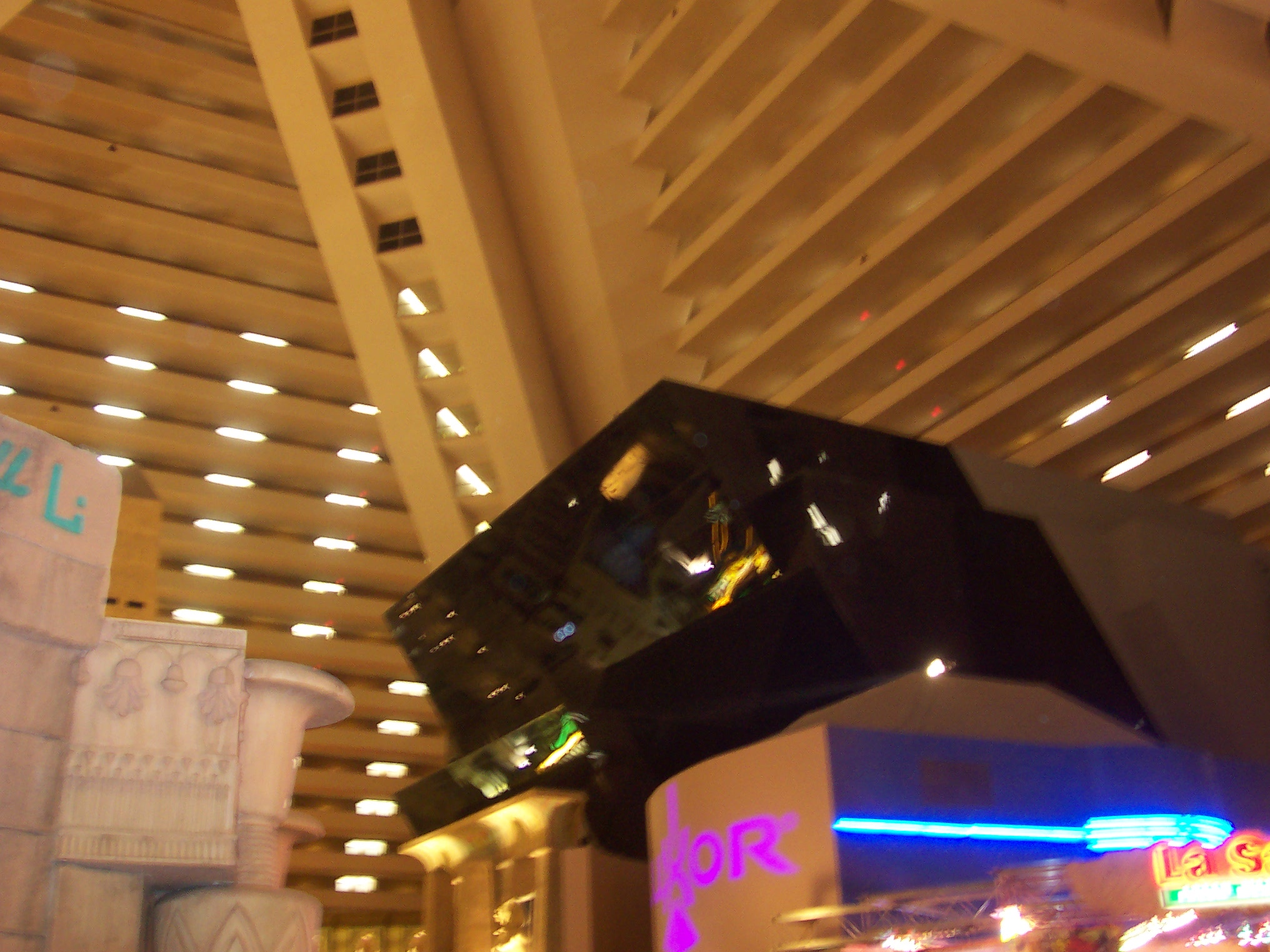
ピラミッド内部

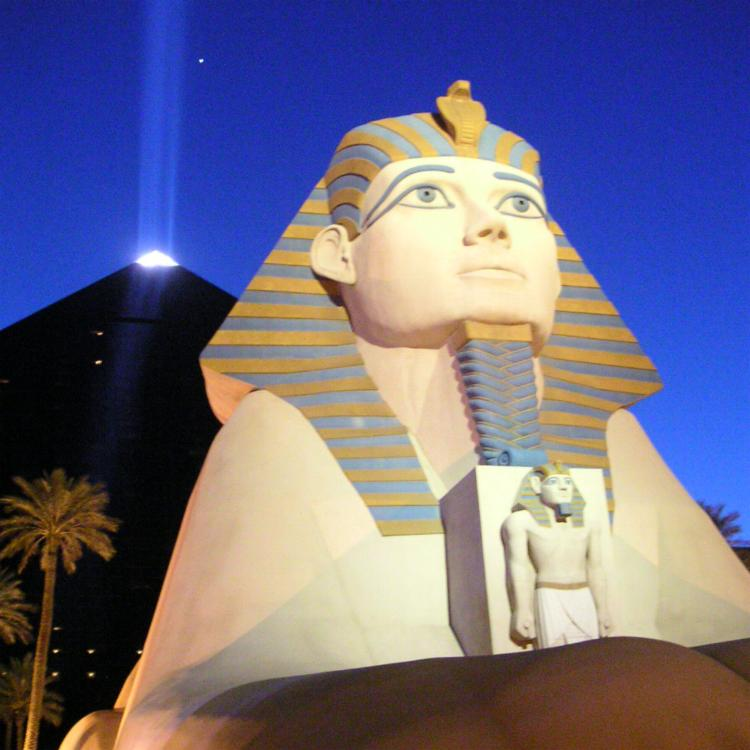
スフィンクスとピラミッド頂点から伸びるビーム

ルクソールは巨大な黒いピラミッド型の本館と、タワーと呼ばれる2棟の新館から成り立っている。ピラミッドの高さは106メートル。建設当初はラスベガス大通りで最も高い建造物であった（ギザの大ピラミッドは高さ138メートルである）。
ピラミッド以外にも、入り口前にはスフィンクスが鎮座し、ホテル名を書いた看板もオベリスク型であるなど、古代エジプトのテーマ性を強く打ち出している。
ピラミッド内部は右の画像のように巨大な吹き抜け構造である。客室は外壁に貼り付くように作られていて、各稜線ごとに斜めに登るエレベータが設置された特殊な構造となっている。この空間を利用してIMAXシアターを始めとした様々なアトラクション施設が作られている。なお、ピラミッド棟の客室の多くにはバスタブが無いため風呂好きが多い日本人旅行者は注意が必要である。
夜間、ピラミッドの頂点からはピラミッドパワーを象徴する光が空に向けて放たれている。これはそれぞれ7キロワットのキセノンランプを39個使った非常に強力なもので、光度は41.5ギガカンデラ。世界で最も明るい光線であると言われている。

## アトラクション
- ブルーマン - 顔を青く塗った3人組による奇抜なパフォーマンス。2000年から2005年まで長期公演を行っていた。

### 過去のアトラクション
- IMAGINE, A Theatrical Odyssey - マジックなどの総合パフォーマンスショー。2000年に終了。
- ヘアスプレー - コミカルなミュージカル。2006年に終了。
- IMAXシアター - 3D映画も上映される映画館。2009年に終了。
- KING TUT MUSEUM - ツタンカーメン王の墓を再現したアトラクション。2009年に終了。
- BODIES...The Exhibition - プラスティネーション標本の技術を使い、人体の不思議に迫る。
- Titanic: The Artifact Exhibition - 沈没したタイタニック号から引き上げた展示物を中心にした博物館。巨大な船体の一部や再現されたインテリアなどが人気。
- クリス・エンジェル・ビリーブ (CRISS ANGEL BELIEVE) - シルク・ドゥ・ソレイユのアトラクションショー。

## 沿革
- 1993年 サーカス・サーカス・エンタープライゼス社により開業。
- 1998年 新館「タワー」オープン。
- 2004年 オーナー企業の合併によりMGMミラージュ社が運営するホテルの一つとなる。

## 場所
- 3900 Las Vegas Boulevard South, Las Vegas, NV 89119, U.S.A.
  - ラスベガス大通りのホテル群の中でも最も南側の一角、エクスカリバーとマンダレイ・ベイの中間に位置する。3つのホテルを結ぶ無料のトラムが運行されている。